# Вишнёвый сад (фильм, 1981)
«Вишнёвый сад» (англ. The Cherry Orchard) — драматический телефильм 1981 года режиссёра Ричарда Эйра. Сюжет основан на одноимённой пьесе Антона Павловича Чехова. Премьера состоялась 13 октября 1981 года на английском канале «Би-би-си».

## Сюжет
Мадам Раневская — пожилая аристократическая дама, которая вернулась из Франции на свою родину вместе с дочерью. Её имение «Вишневый сад» из-за долгов выставляют на продажу, но несмотря на финансовые проблемы, Раневская продолжает жить прошлым, обманывая себя и строя пустые надежды. Покупателем становится купец Лопахин, который намерен вырубить сад и отдать землю в аренду.

## В ролях
- Джуди Денч — Любовь Андреевна Раневская
- Билл Патерсон — Ермолай Алексеевич Лопахин
- Антон Лессер — Пётр Сергеевич Трофимов
- Гарриет Уолтер — Варя
- Сюзанн Бёрден — Аня
- Фредерик Тревес — Леонид Андреевич Гаев
- Тимоти Сполл — Семён Пантелеевич Епиходов
- Фрэнсис Лоу — Дуняша
- Дэвид Ринтул — Яша
- Анна Мэсси — Шарлотта Ивановна
- Пол Карран — Фирс
- Уэнсли Пити — Борис Борисович Симеонов-Пищик

## Награды и номинации
| Год  | Награда        | Категория             | Номинанты   | Результат |
| ---- | -------------- | --------------------- | ----------- | --------- |
| 1982 | BAFTA TV Award | Лучшая актриса        | Джуди Денч  | Победа    |
| 1982 | BAFTA TV Award | Лучшее видеоосвещение | Говард Кинг | Победа    |

## Отзывы
Фильм получил смешанные отзывы кинокритиков. Театральный критик Мэтт Вольф положительно оценил исполнение Джуди Денч главной роли в фильме.